# Реус, Николай Иосифович
Николай Иосифович Реус (1890 год — 8 марта 1969 года, село Дивное, Апанасенковский район, Ставропольский край) — скотник мясного совхоза № 107 Министерства совхозов СССР, Приютненский район Ставропольского края. Герой Социалистического Труда (1948).

## Биография
Родился в 1890 году в одном из сельских населённых пунктов современного Ставропольского края. Трудился скотником мясного совхоза № 107 Приютненского района. Обслуживал крупный рогатый скот вместе со своей семьёй. С приближением фронта бригада Николая Реуса погнала совхозный гурт в 220 голов крупного рогатого скота в глубь страны, подбирая в свой гурт отставший и отбившийся скот. Прибыв в село Порт-Артур Казахской ССР, гурт насчитывал около 320 голов крупного рогатого скота вместо первоначальных 220 голов. После освобождения Ставропольского края Николай Реус пригнал гурт обратно в Приютненский район и продолжил трудиться скотником в совхозе № 107 (позднее — имени 40-летия ВЛКСМ) Приютненского района.
В 1947 году вырастил 48 голов молодняка. Среднесуточный привес составил 1039 грамм на голову. Указом Президиума Верховного Совета СССР от 27 июля 1948 года «за получение высокой продуктивности животноводства в 1947 году» удостоен звания Героя Социалистического Труда с вручением ордена Ленина и золотой медали «Серп и Молот».
В 1950 году вырастил 51 голову молодняка, достигнув среднесуточного привеса в 1003 грамм. За эти выдающиеся трудовые показатели был награждён вторым Орденом Ленина.
Неоднократно участвовал во Всесоюзной выставке ВДНХ. Проживал в селе Дивное Апансенковского района.
Скончался в 1969 году.
Награды
- Герой Социалистического Труда
- Орден Ленина — дважды (1948; 30.12.1950)
- Медаль «За трудовую доблесть» (10.09.1945)